# صلاح عادل
صلاح عادل أحمد الحسن هو لاعب كرة قدم سوداني، ولد في 3 أبريل 1995 في السودان.

## وصلات خارجية
- صلاح عادل على موقع إي إس بي إن إف سي (الإنجليزية)
- صلاح عادل على موقع قاعدة بيانات كرة القدم.إي يو (الإنجليزية)
- صلاح عادل على موقع ناشيونال فوتبول تيمز (الإنجليزية)
- صلاح عادل على موقع Soccerway.com (الإنجليزية)
- صلاح عادل على موقع عالم كرة القدم.نت (الإنجليزية)